# 鱼化寨街道
鱼化寨街道，是中华人民共和国陕西省西安市雁塔區下辖的一个乡镇级行政单位。

## 行政区划
鱼化寨街道下辖以下地区：
三五零七厂社区、三五一一厂社区、日化社区、化工坊社区、西钞社区、水利社区、军干所社区、鱼化寨村、小烟庄村、老烟庄村、漳浒寨村、周宋寨村、双旗寨村、新丰村、雷家寨村、贺家寨村、英发寨村、西晁家庄村、东晁家庄村、岳旗寨村、姚家村、闵旗寨村、二府庄村、北石桥村、西尧头村、牟家村和大寨村。